# 九卿增三
后髮座28，又名BD+14 2546，HD 111308、SAO 100269、HR 4861，是后髮座的一颗恒星，视星等为6.56，位于銀經299.63，銀緯76.4，其B1900.0坐标为赤經12h 43m 13.8s，赤緯+14° 76.4′ 59″。